# Paul Otto Steinbrück
Paul Otto Steinbrück (* 31. Mai 1838 in Düsseldorf; † 14. April 1912 in Charlottenburg) war ein deutscher Kunsthandwerker und Bildhauer.

## Leben
Paul Otto Steinbrück wurde 1838 als Sohn des Historienmalers Eduard Steinbrück und dessen Ehefrau Marie Therese Amalie Martins (≈1813–1847) in Düsseldorf geboren. Mit seiner Familie kam er 1846 nach Berlin. Nach dem Besuch des Friedrich-Wilhelms-Gymnasiums, das er 1855 mit dem Abgangszeugnis für die Prima verließ, ging er zur See. Nach einer Seefahrt, die ihn unter anderem nach Südamerika und Indien geführt hatte, zog er es ab 1856 vor, in der Landwirtschaft zu arbeiten. Danach war er von 1862 bis 1866 ein Schüler des Bildhauers Friedrich Wilhelm Dankberg, der ihn als Stuckateur anlernte. In diesem Fach etablierte er sich als Spezialist. 1869 wurde er Mitglied des Vereins Berliner Künstler, später Mitglied des Komitees zur Gründung des Deutschen Kunstgewerbevereins zu Berlin. 1872 heiratete er Therese Müller, die Tochter des Xylografen Friedrich Müller aus Berlin.
1873 ernannte ihn Prinz Adalbert von Preußen zum Hofbildhauer. In dessen Auftrag hatte er 1872 einen Ehrensäbel für den Grafen August von Dönhoff gefertigt, dessen Ornament sich auf den Deutsch-Französischen Krieg bezog, ferner einen Marschallstab mit Schiffsemblemen. Zuletzt lebte er als Bildhauer in Charlottenburg.